# Schattbach (Oelbach)
Der Schattbach ist ein Fließgewässer im Südosten Bochums. Es entspringt im Bochumer Stadtteil Wiemelhausen. In Altenbochum speiste der Schattbach die Gräfte des früheren Adelssitzes Haus Steinkuhl.

## Verlauf
Der Oberlauf ist größtenteils durch Überbauung verschwunden. Der Bach kommt erst südlich des Opelwerkes I wieder zutage und durchfließt das heutige Rückhaltebecken, bevor er die von einem Erbstollen der Zeche Isabella gespeiste Gräfte des Hauses Laer entwässert. Hier nimmt er die Asbecke, auch Laerholzbach genannt, auf und fließt dann 400 Meter nördlich von Haus Heven als rechter Nebenfluss in den Oelbach.

## Nutzung
Früher war der Bach vor allem als Vorflut für die Zeche Dannenbaum und einige Erbstollen wichtig. Er war mit den Grubenwässern, später auch mit Schwermetallen vom Opel-Werk I belastet.
Der Bau der sogenannten Opel-Querspange als Teilstück der DüBoDo wird dem Bachteil viele Grünflächen entziehen.